# گرگوری ولکات
برنارد وازدن متکس انگلیسی: Bernard Wasdon Mattox با نام هنری گرگوری وُلکات (انگلیسی: Gregory Walcott؛ زادهٔ ۱۳ ژانویهٔ ۱۹۲۸ - درگذشته ۲۰ مارس ۲۰۱۵) یک هنرپیشه اهل ایالات متحده آمریکا بود.
وی بین سال‌های ۱۹۵۲ تا ۱۹۹۴ میلادی فعالیت می‌کرد.

## فیلم‌شناسی
از فیلم‌ها یا برنامه‌های تلویزیونی که وی در آن نقش داشته است می‌توان به طرح شماره ۹ بیرون از فضا (۱۹۵۹)، شوگرلند اکسپرس (۱۹۷۴)، مردی از شرق اشاره کرد.

## مرگ
او در ۲۰ مارس ۲۰۱۵ به مرگ طبیعی در خانه خود در پارک کانوگا، کالیفرنیا در سن ۸۷ سالگی درگذشت.